# Youssef
Youssef (arabisch يوسف) ist ein männlicher Vorname und Familienname. 
Es handelt sich dabei um eine Variante von Yusuf, der arabischen Form von Josef.

## Namensträger

### Vorname
- Youssef Anis Abi-Aad (1940–2017), libanesischer maronitischer Bischof
- Youssef Aboul-Kheir (* 1943), ägyptischer koptisch-katholischer Bischof
- Youssef bin Alawi bin Abdullah (* 1945), omanischer Politiker
- Youssef Boutros Ghali (* 1952), ägyptischer Politiker
- Youssef Chahine (1926–2008), ägyptischer Filmregisseur
- Youssef El-Akchaoui (* 1981), niederländisch-marokkanischer Fußballspieler
- Youssef El-Arabi (* 1987), marokkanisch-französischer Fußballspieler
- Youssef En-Nesyri (* 1997), marokkanischer Fußballspieler
- Youssef Essrayri (* 1977), tunesischer Fußballschiedsrichter
- Youssef Hadji (* 1980), französisch-marokkanischer Fußballspieler
- Youssef Howayek (1883–1962), libanesischer Bildhauer und Maler
- Youssef Ishaghpour (1940–2021), iranisch-französischer Filmkritiker, Kunstsoziologe und Philosoph
- Youssef Karami (* 1983), iranischer Taekwondoin
- Yusef Komunyakaa (* 1947), US-amerikanischer Dichter und Schriftsteller
- Paul Youssef Matar (* 1941), libanesischer maronitischer Bischof
- Youssef Mohamad (* 1980), libanesischer Fußballspieler
- Youssef Mokhtari (* 1979), marokkanisch-deutscher Fußballspieler
- Youssef Msakni (* 1990), tunesischer Fußballspieler
- Youssef Nada (1931–2024), ägyptisch-italienischer Ingenieur
- Youssef Rabeh (* 1985), marokkanischer Fußballspieler
- Youssef Rossi (* 1973), marokkanischer Fußballspieler
- Youssef Rzouga (* 1957), tunesischer Dichter
- Youssef Ibrahim Sarraf (1940–2009), ägyptischer chaldäisch-katholischer Bischof
- Youssef Sofiane (* 1984), französisch-algerischer Fußballspieler
- Youssef Tabti (* 1968), französischer Konzeptkünstler
- Youssef Sabri Abu Taleb (1929–2008), ägyptischer General und Politiker
- Youssef Toutouh (* 1992), dänischer Fußballspieler marokkanischer Herkunft
- Youssef Yeşilmen (* 1988), deutsch-türkischer Fußballspieler
- Youssef Ziedan (* 1958), ägyptischer Arabist und Islamwissenschaftler

### Familienname
- Abdou Ibrahim Youssef (* 1981), katarischer Mittelstreckenläufer
- Abdou-Salam Youssef (* 1972), dschibutischer Tennisspieler
- Adnan Youssef (* 1968), pakistanischer Segler
- Ali Youssef (Fußballspieler, 2000) (* 2000), tunesischer Fußballspieler
- Ali Youssef (Fußballspieler, 2001) (* 2001), libyscher Fußballspieler
- Alisar Youssef (* 2005), syrische Sprinterin
- Aouf Abdul Rahman Youssef (* 1960), irakischer Leichtathlet
- Ashraf Youssef (* 19655), ägyptischer Fußballspieler
- Bassem Youssef (* 1974),  ägyptischer Herzchirurg und Politsatiriker
- Christer Youssef (* 1987), schwedischer Fußballspieler
- Dawood Youssef (* 1980), bahrainischer Schwimmer
- Dhafer Youssef (* 1967), tunesischer Jazzmusiker
- El-Munsif Ben Youssef, libyscher Radrennfahrer
- El-Sayed Youssef (* 1960), ägyptischer Fußballspieler
- Fahad Youssef (* 1987), syrischer Fußballspieler
- Fakhreddine Ben Youssef (* 1991), tunesischer Fußballspieler
- Hameed Youssef (* 1987), kuwaitischer Fußballtorhüter
- Hassan Sami Youssef (1945–2024), palästinensischer Drehbuchautor und Schriftsteller
- Ibrahim Youssef (1959–2013), ägyptischer Fußballspieler
- Ihab el-Youssef (* 1971), syrischer Boxer
- Ikhlef Youssef (* 1939), algerischer Fußballspieler
- Ismail Youssef (* 1964), ägyptischer Fußballspieler
- Khaled Haj Youssef (* 1989), tunesischer Handballspieler
- Leila Ben Youssef (* 1981), tunesische Stabhochspringerin
- Maged Youssef (* 1978), ägyptischer Bogenschütze
- Michel Youssef (* 1960), libanesischer Fechter
- Mohamed Youssef (Gewichtheber) (* 1956), ägyptischer Gewichtheber
- Mohamed Youssef (Schwimmer) (* 1963), ägyptischer Schwimmer
- Mohamed Youssef (Segler) (* 1964), dschibutischer Segler
- Mohamed Youssef (Fußballspieler) (* 1970), ägyptischer Fußballspieler und -trainer
- Mohamed Ismail Youssef (* 1967), katarischer Mittelstreckenläufer
- Muhammad Youssef (Marathonläufer) (* 1938), pakistanischer Marathonläufer
- Muhammad Youssef (Boxer) (* 1960), pakistanischer Boxer
- Olfa Youssef (* 1964), tunesische Hochschullehrerin und Autorin
- Ragai Youssef Farhat (* 1932), ägyptischer Turner
- Ramy Youssef (Handballspieler) (* 1980), ägyptischer Handballspieler
- Ramy Youssef (* 1991), US-amerikanischer Comedian und Schauspieler
- Rania Youssef (* 1973), ägyptische Filmschauspielerin
- Salah Ben Youssef (1907–1961), tunesischer Politiker
- Saleh Youssef (* 1982), ägyptischer Volleyballspieler
- Salma Youssef (* 1994), ägyptische Squashspielerin
- Sameh Youssef (* 1978), ägyptischer Fußballspieler
- Sara Bakheet Youssef (* 1987), bahrainische Leichtathletin
- Syam Ben Youssef (* 1989), tunesischer Fußballspieler